# Dietmar Drabow
Dietmar Drabow (* 14. Januar 1963 in Cottbus, DDR) ist ein ehemaliger deutscher Fußballspieler in der Abwehr und im Mittelfeld. Er spielte für die BSG Energie Cottbus in der DDR-Oberliga und für Blau-Weiß 90 Berlin in der 2. Bundesliga.

## Karriere
Drabow durchlief die Jugendabteilungen bei der BSG Energie Cottbus bis zur ersten Mannschaft. Er debütierte in der DDR-Liga-Saison 1980/81 am 1. März 1981, als er beim 1:1-Unentschieden gegen die BSG Aktivist Schwarze Pumpe in der Startelf stand. In der laufenden Saison kam er zu weiteren drei Einsätzen und schoss auch ein Tor. Nach dem Aufstieg in die Oberliga wurde Drabow zehnmal eingesetzt. Sein Debüt feierte er bereits am ersten Spieltag, als er am 22. August 1981 bei der 0:5-Niederlage gegen Rot-Weiß Erfurt zur Halbzeit für Uwe Weller eingewechselt wurde. Nach dem direkten Wiederabstieg galt Drabow in den zwei folgenden Spielzeiten weiterhin als Ergänzungsspieler. Seinen Durchbruch hatte er 1984/85. In dieser Saison absolvierte er 31 von 34 Partien und schoss acht Tore. In der folgenden Spielzeit erzielte er zehn Treffer in 25 Spielen, womit er entscheidenden Anteil am Aufstieg hatte. Auch in der Oberliga gehörte Drabow nun zum Stammpersonal und verpasste nur zwei Spiele; in den 24 Spielen gelangen ihm vier Tore. Nach dem direkten Abstieg absolvierte er nur noch 13 Spiele in der DDR-Liga, bevor er 1988 für eine Saison zur BSG Stahl Riesa wechselte, für die er in 35 Spielen fünf Tore schoss. Anschließend wurde Drabow von Blau-Weiß 90 Berlin verpflichtet, der in der 2. Fußball-Bundesliga spielte. Dort debütierte er am 17. Februar 1990, als er am 22. Spieltag beim 2:1-Sieg gegen den VfL Osnabrück in der Startelf stand. Zwei Spieltage später gelang ihm sein erster Treffer in der 2. Bundesliga. Gegen die Eintracht Braunschweig verwandelte er in der 11. Minute einen Elfmeter zur 1:0-Führung; das Spiel endete 1:1. Auch in den folgenden zwei Spielzeiten gehörte Drabow zum Stammpersonal. Nach dem Abstieg wechselte er 1992 zum BSV Stahl Brandenburg, der ebenfalls abgestiegen war. 1994 ging Drabow zu Türkiyemspor Berlin, wechselte aber im selben Jahr zurück zu Energie Cottbus in die drittklassige Regionalliga. Dort gehörte er in den folgenden zwei Spielzeiten wieder zum Stammpersonal und absolvierte 54 Ligaspiele. 1996 ging er für zwei Jahre zum SV Babelsberg 03 und anschließend zum MSV Neuruppin, wo er seine Karriere 2001 beendete.
In der Folgezeit wirkte Drabow bis 2019 bei mehreren unterklassigen Vereinen als Trainer.

## Nach dem Sport
Seit 1996 lebt der gelernte Instaltungsmechaniker in Brandenburg an der Havel. 